# Прегара
Прегара (словен. Pregara, итал. Pregara) је насељено место у општини Копар, Обално-крашка регија, Словенија.

## Историја
До територијалне реорганизације у Словенији била је у саставу старе општине Копар.

## Становништво
У попису становништва из 2011. године, Прегара је имала 153 становника.
| Број становника према пописима | Број становника према пописима | Број становника према пописима |
| ------------------------------ | ------------------------------ | ------------------------------ |
| 1991                           | 2002                           | 2011                           |
| 162                            | 166                            | 153                            |